# 302.ª Divisão de Infantaria (Alemanha)
A 302ª Divisão de infantaria foi uma unidade militar da Alemanha, que atuou na Segunda Guerra Mundial. A unidade foi formada no mês de novembro de 1943 na Pomerânia a partir de partes da 75ª Divisão de Infantaria e 292ª Divisão de Infantaria.

## História
A unidade entrou em ação em Dieppe, na Operação Jubilee, no dia 19 de agosto de 1942 onde enfrentaram 600 soldados aliados, sendo a maior parte destes integrantes da 2ª Divisão de Infantaria Canadense, sob comando do Major General J. H. Roberts. A área foi defendida pela divisão e os arredores foram defendidos pelo Panzer-Kompanie 81. O resultado desta operação aliada foi um fracasso, pois os 3626 soldados que desembarcaram na região foram mortos, capturados ou feridos. Já do lado alemão, as baixas foram de 280 feridos e 311 mortos.
As unidades restantes da 125ª Divisão de Infantaria foram anexadas à 302ª no mês de março de 1944 com a designação de Divisions-Gruppe 125. A unidade foi destruída na Frente Oriental no mês de agosto de 1944, sendo as suas unidades restantes usadas para fortalecer a 76ª Divisão de Infantaria e reformar a destruída 15ª Divisão de Infantaria.

## Comandantes
| Comandante                       | Data                                            |
| -------------------------------- | ----------------------------------------------- |
| Generalleutnant Konrad Haase     | 15 de novembro de 1940 - 26 de novembro de 1942 |
| Generalleutnant Otto Elfeldt     | 26 de novembro de 1942 - 12 de novembro de 1943 |
| Generalleutnant Dr. Karl Rüdiger | 12 de novembro de 1943 - 25 de janeiro de 1944  |
| Generalleutnant Erich von Bogen  | 25 de janeiro de 1944 - 25 de agosto de 1944    |
| Oberst Willi Fischer             | Julho de 1944                                   |

## Oficiais de operações
| Oberstleutnant Dr. Erich Wilke | dezembro de 1940-?                        |
| Oberstleutnant Sartorius       | 1 de março de 1942 - ?                    |
| Oberstleutnant Otto Mitlacher  | 15 de julho de 1943 - 5 de março de 1944  |
| Oberstleutnant Hermann Adam    | 5 de março de 1944 - 25 de agosto de 1944 |

## Área de operações
| Alemanha e França          | novembro de 1940 - janeiro de 1943 |
| Frente Oriental, setor sul | janeiro de 1943 - agosto de 1944   |

## Ordem de Batalha
Novembro de 1940
Infanterie–Regiment 570
Infanterie–Regiment 571
Infanterie–Regiment 572
Artillerie–Regiment 302
Panzerjäger–Abteilung 302
Pionier–Bataillon 302
Nachrichten–Kompanie 302
Inf.Div.Nachschubführer 302
Sanitäts-Kompanie 302 (besp.)
Krankenkraftwagenzug 302
Janeiro de 1943
Infanterie–Regiment 570
Infanterie–Regiment 571
Infanterie–Regiment 572
Artillerie–Regiment 302
Schnelle Abteilung 302
Radfahr-Abteilung 302
Pionier-Bataillon 302
Nachrichten-Abeilung 302
Kommandeur der Inf.Div.Nachschubtruppen 302
Sanitäts-Kompanie 302 (besp.)
Krankenkraftwagenzug 302
Março de 1944
Grenadier–Regiment 570
Grenadier–Regiment 572
Divisions-Gruppe 125
- Regiments-Gruppe 420
- Regiments-Gruppe 421
Divisions-Füsilier-Bataillon 302
Artillerie — Regiment 302
Schnelle Abteilung 302
Pionier — Bataillon 302
Feldersatz — Bataillon 302
Nachrichten-Abeilung 302
Kommandeur der Inf.Div.Nachschubtruppen 302
Sanitätskompanie 302 (besp.)
Krankenkraftwagenzug 302

## Serviço de Guerra
| Data                    | Corpo                   | Exército           | Grupo de Exércitos     | Área            |
| ----------------------- | ----------------------- | ------------------ | ---------------------- | --------------- |
| 12 de novembro de 1940  | em formação             | WK II              |                        |                 |
| Maio de 1941            | XXXII Corpo de Exército | 15º Exército       | D                      | Dieppe          |
| 1 de janeiro de 1942    | XXXII Corpo de Exército | 15º Exército       | DD                     | Norte da França |
| junho de 1942           | LXXXI Corpo de Exército | 15º Exército       | D                      | Norte da França |
| 31 de dezembro de 1942  | z. Vfg.                 |                    | D / OKH-Reserve        | França          |
| 1 de janeiro de 1943    | z. Vfg.                 |                    | D/OKH-Reserve          | França          |
| 6 de janeiro de 1943    | z. Vfg.                 |                    | Don                    | Woroschilowgrad |
| 14 de janeiro de 1943   | z. Vfg.                 |                    | B                      | Woroschilowgrad |
| 15 de janeiro de 1943   | z. Vfg.                 | Fretter-Pico       | Süd                    | Woroschilowgrad |
| 17 de janeiro de 1943   | XXXXVIII Corpo Panzer   | Exército Hollidt   | Don                    | Woroschilowgrad |
| 19 de fevereiro de 1943 | XVII Corpo de Exército  | Exército Hollidt   | Grupo de Exércitos Süd | Woroschilowgrad |
| abril de 1943           | XVII Corpo de Exército  | 6º Exército        | Süd                    | Mius            |
| outubro de 1943         | IV Corpo de Exército    | 6º Exército        | A                      | Saporoshje      |
| novembro de 1943        | IV Corpo de Exército    | 1º Exército Panzer | Süd                    | Saporoshje      |
| janeiro de 1944         | XVII Corpo de Exército  | 6º Exército        | Süd                    | Nikopol         |
| fevereiro de 1944       | IV Corpo de Exército    | 6º Exército        | Süd                    | Nikopol         |
| março de 1944           | IV Corpo de Exército    | 6º Exército        | A                      | Nikolajow       |
| abril de 1944 (Kgr.)    | z. Vfg.                 | 6º Exército        | Südukraine             | Odessa          |
| maio de 1944            | XXX Corpo de Exército   | 6º Exército        | Südukraine             | Tighina         |